# Moss (groupe)
Pour les articles homonymes, voir Moss.
Moss est un groupe sludge et drone doom britannique, originaire de Southampton. Influencées par H. P. Lovecraft et l'occulte, leurs chansons durent en moyenne 20 minutes. Moss propose une musique extrêmement lente et de très basse fréquence, accompagnée d'un chant hurlé.

## Biographie

### Débuts
Formé à Southampton en 2001, le groupe comprend Olly Pearson (chant), Dominic Finbow (guitare) et Chris Chantler (batterie). Moss auto-distribue des démos enregistrées à ses débuts, la première étant en 2001, et apparaît sur quelques splits et compilation avec des groupes comme Wolfmangler, Nadja, Unearthly Trance, Grief et Torture Wheel.
Les performances scéniques du groupe sont assez rares, la première se déroulant en été 2002, avec des concerts à Londres et Manchester en 2003, puis le groupe enregistre les démos Moss (2001–2003) et Tape of Doom. 2004 assiste à une recrudescence des dates de tournée ; en été, Moss joue pour la première fois en Europe au festival Ashes to Ashes/Doom to Dust pendant deux nuits à Gand, en Belgique et Tilburg, aux Pays-Bas. En hiver, Moss joue en soutien à Sunn O))) sur un navire, The Thekla. Chantler quitte temporairement le groupe au début de 2004, et est remplacé par Andy Semmens du groupe Esoteric, puis par Jon Wilson, avant que Chantler ne revienne en décembre 2004 pour l'écriture de Cthonic Rites.

### Cthonic Rites
Le 25 décembre 2005, le groupe publie son premier album, Cthonic Rites, en format CD au label Aurora Borealis Records. Cthonic Rites est produit et enregistré au début de 2005 aux Chuckalumba Studio de Jus Oborn, membre du groupe Electric Wizard. La première presse se fait en CDR live avec 115 exemplaires, enregistrés le 20 août 2005 au Camden Underworld. En mars 2007, un single split 7" avec le groupe français Monarch est publié au label punk psychédélique Rise Above Records à 550 exemplaires. Sur le split, Moss reprend la chanson Maimed and Slaughtered du groupe Discharge. Ils prévoient ensuite un autre split 7" avec Disclose, avant que la mort de leur chanteur Kawakami  ne compromette leur plan en juin.
La version vinyle de Cthonic Rites est publiée le 12 octobre 2007 et limitée à 1 000 exemplaires, 375 d'entre eux étant en triple vinyle. Le groupe annonce officiellement sur sa page MySpace la sortie d'un deuxième album, enregistré en janvier 2008, et publié chez Rise Above Records.  Ils annoncent ensuite deux concerts, Slow as Fuck Tour, joués en décembre.

### Sub Templum
Le titre de l'album Sub Templum est annoncé sur leur page MySpace, avec une sortie effectuée le 26 mai 2008 chez Rise Above Records. L'album est finalement publié à l'international en juin sur CD et LP toujours chez Rise Above en Europe, et par Candlelight Records aux États-Unis,. Sub Templum est enregistré au Foel Studio et de nouveau produit par Jus Oborn. En décembre 2008, Moss annonce sur MySpace la sortie d'un EP en 2009. Le titre se révèle être Tombs of the Blind Drugged, enregistré au Foel Studio un an après Sub Templum, et publié en juin sous format vinyle.Une version CD est publiée par Rise Above et Metal Blade Records en Amérique, qui s'accompagne de la chanson bonus Eternal Return et de la reprise de Maimed and Slaughtered de Discharge. En décembre 2009, Eternal Return est publié comme single vinyle.
Le 17 avril 2010, Moss joue au Roadburn Festival. Ce concert célèbre les dix ans du groupe. Pendant Halloween, Moss joue quatre dates avec Electric Wizard, à Londres, Paris, Koln, et Deventer. Une nouvelle chanson, Horrible Nights, y est jouée. Aussi publié pendant Halloween via Witch Sermon Records, l'album live Never Say Live est enregistré en avril au Borderline de Londres.

### Horrible Night
En 2012, Moss began enregistre l'album Horrible Night, publié en mars 2013 chez Rise Above, qui suit par une tournée en tête d'affiche, qui comprend des apparitions au Roadburn Festival. Il s'agit du dernier album du groupe chez Rise Above Records, qui choisira de ne pas signer chez un autre label après la sortie de Horrible Night. Le 31 octobre 2014, ils publient l'EP Carmilla (Marcilla)/Spectral Visions à leur propre label Stone Tapes.

## Membres
- Olly Pearson - voix
- Dominic Finbow - guitare
- Chris Chantler - batterie

## Discographie
- 2004 : Live Burial (promo)
- 2005 : Protected By The Ejaculation of Wolves (split avec Wolfmangler)
- 2005 : Cthonic Rites
- 2007 : Maimed and Slaughtered/I Got Erection (split avec Monarch)
- 2008 : Sub Templum
- 2009 : Tombs of the Blind Drugged (EP)
- 2009 : Eternal Return (single)
- 2010 : Never Say Live
- 2013 : Horrible Night
- 2014 : Carmilla (Marcilla)/Spectral Visions (EP)